# Niederländisches Institut für Bild und Ton

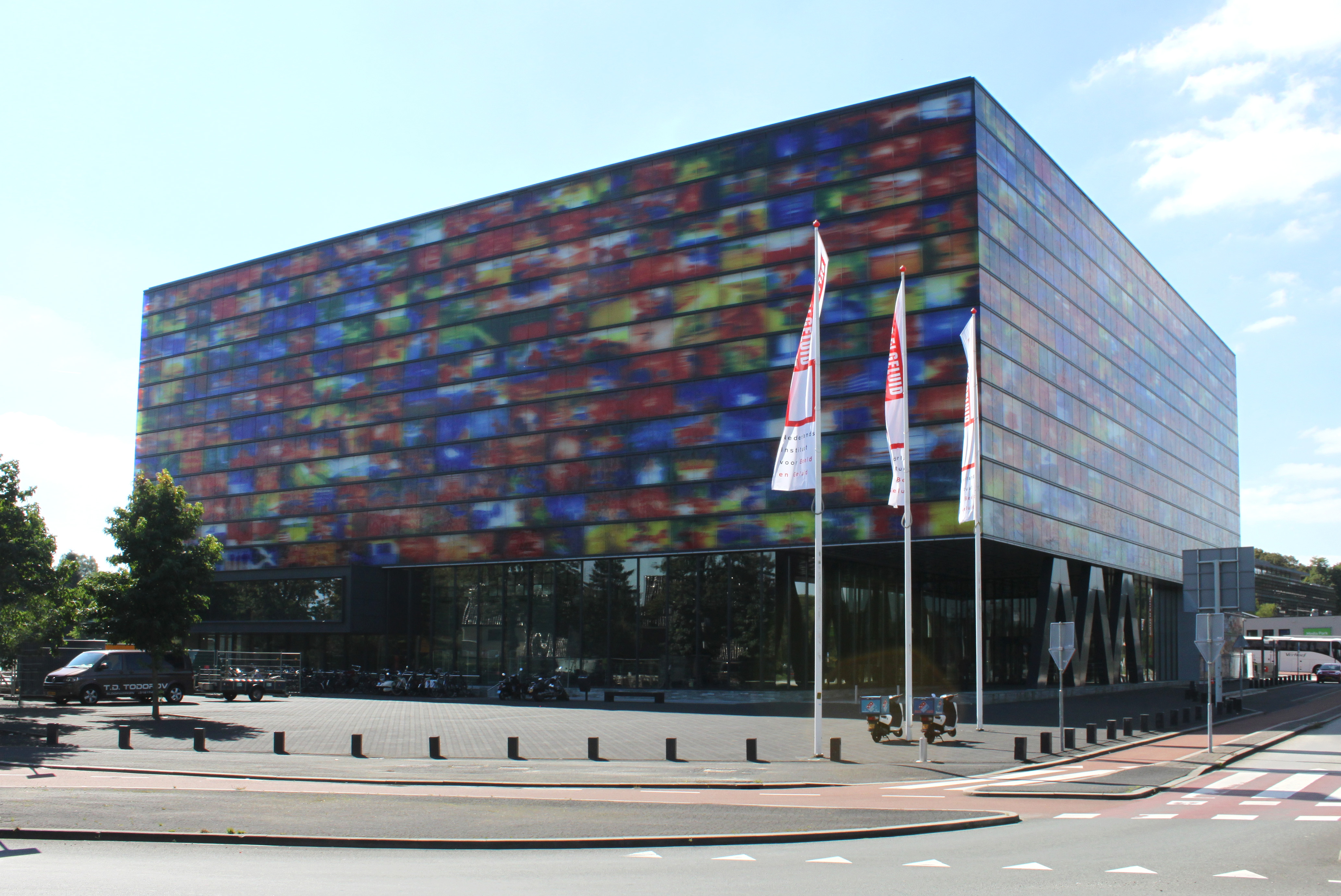
Das Gebäude von Bild und Ton

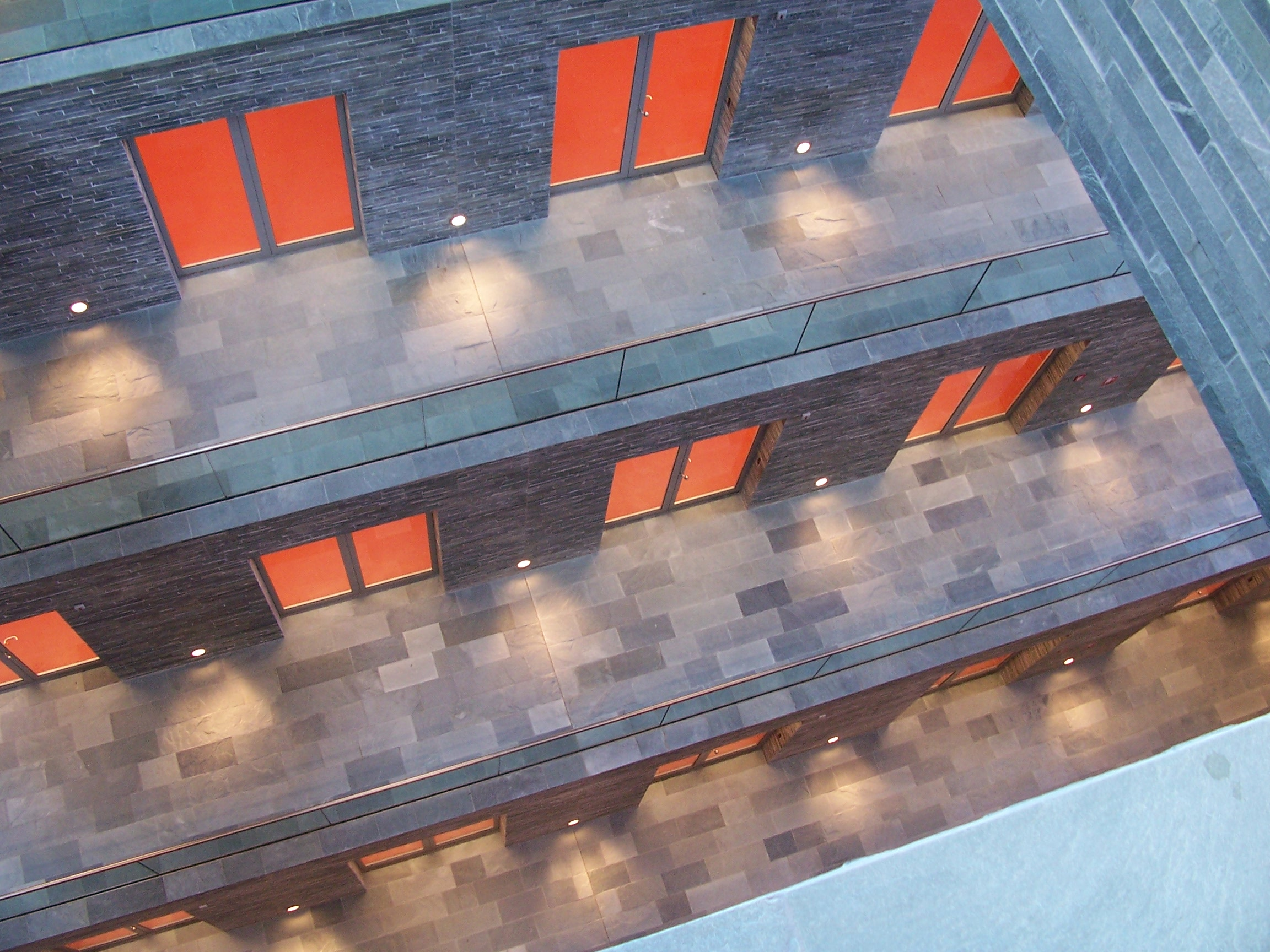
Das Archiv von Bild und Ton ist unterirdisch zu finden.

Das Niederländische Institut für Bild und Ton (niederländisch: Nederlands  Instituut voor Beeld en Geluid) ist ein Medienarchiv und -museum. Das Institut wurde im Juni 1997 in Hilversum gegründet und gehört zu den größten audiovisuellen Sammlungen Europas.

## Archiv
Im Gegensatz zum Deutschen Rundfunkarchiv, das die Archivierung des Programmvermögens den einzelnen ARD-Anstalten überlässt und nur über historische Bestände (Weimarer Republik, DDR und andere) verfügt, hat das Institut für Bild und Ton die kompletten Bild- und Schallarchive der öffentlich-rechtlichen Rundfunksender aus den Niederlanden übernommen. Die Archivalien werden durch zahlreiche weitere Sammlungen ergänzt und der Öffentlichkeit zur Verfügung gestellt.
Das Institut hat es sich außerdem zur Aufgabe gemacht, die Werke niederländischer Dokumentarfilmer möglichst vollständig zu archivieren und dokumentieren.